# Nilgans
Die Nilgans (Alopochen aegyptiaca) ist der einzige rezente Vertreter ihrer Gattung und wird heute meist den Halbgänsen zugerechnet. Sie ist afrikanischen Ursprungs und lebt an nahrungsreichen Binnenseen und Flüssen. Sie gilt als der häufigste afrotropische Entenvogel.
In den letzten Jahrzehnten breitete sich die Nilgans ausgehend von Gefangenschaftsflüchtlingen, hauptsächlich von den Niederlanden kommend, entlang des Rheins in Mitteleuropa aus, wobei sie auch in städtischen Parks, an Badeseen und anderen von Menschen häufig frequentierten Orten vorkommt.

## Name
Der im Deutschen übliche Begriff Nilgans leitet sich vom Fluss Nil in der ägyptischen Heimat dieser Art ab. Darauf deutet auch die wissenschaftliche Artbezeichnung aegyptiaca hin. Die aus dem Griechischen stammende Gattungsbezeichnung Alopochen bedeutet Fuchsgans und wird in älterer Literatur gelegentlich auch für die Brandgans verwendet, die manchmal in Fuchsbauen brütet. Für die Nilgans ist diese Bezeichnung dagegen unzutreffend, da sie dies nicht tut und eher auf Bäumen brütet. Möglicherweise bezieht sich der Name auch auf die rotbraune Farbe des Rückengefieders, die an die Fellfarbe des Rotfuchses erinnert.

## Aussehen

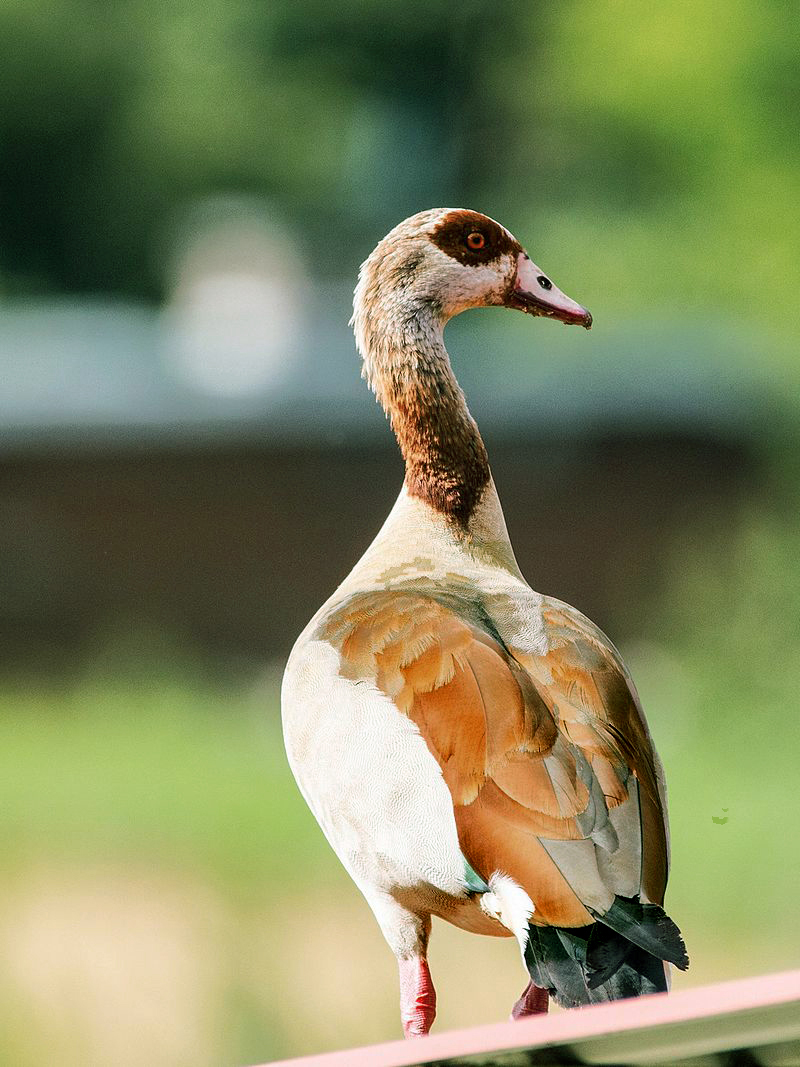
Nilgans in Mecklenburg

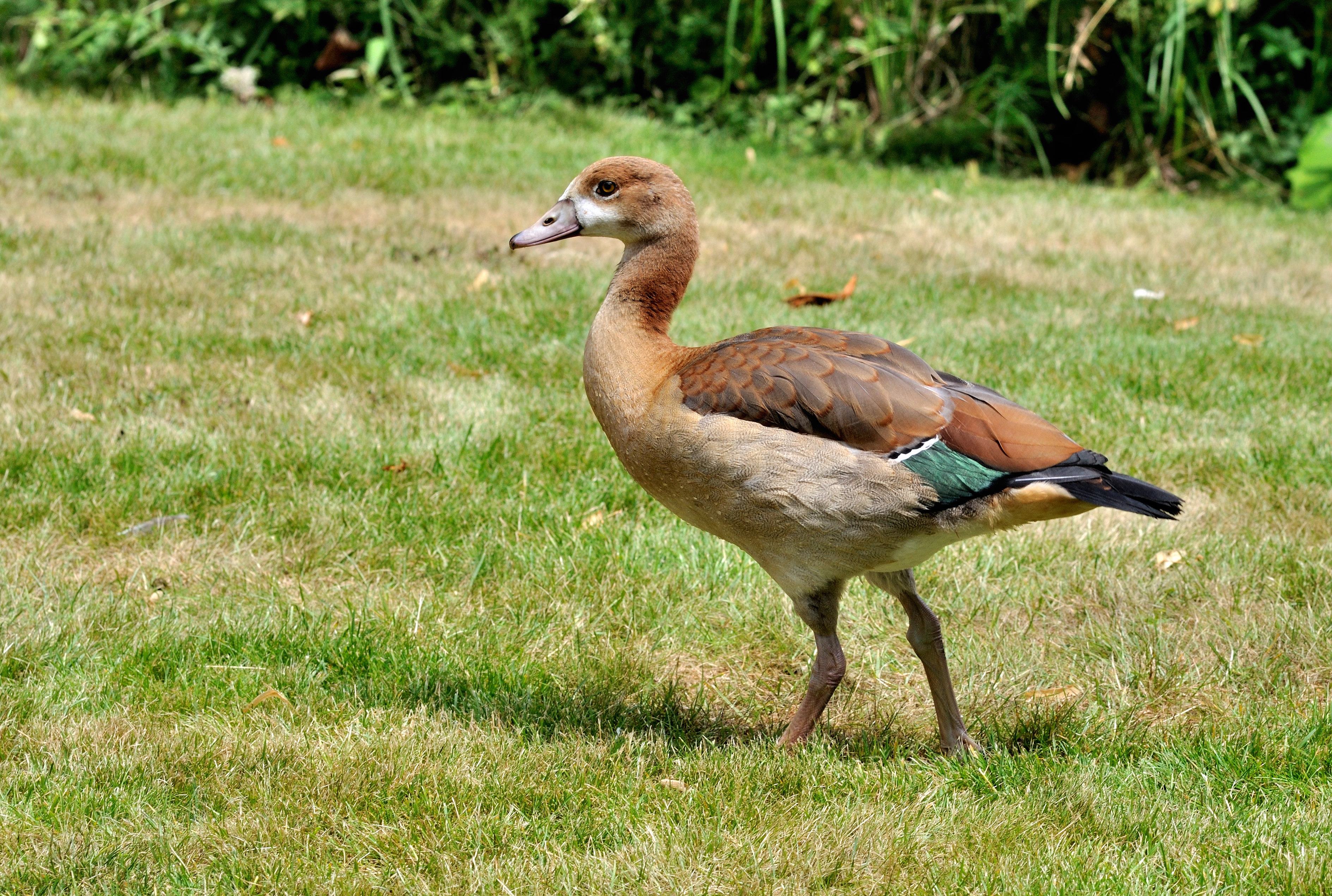
Jungvogel ohne ausgefärbten Augen- und Brustfleck

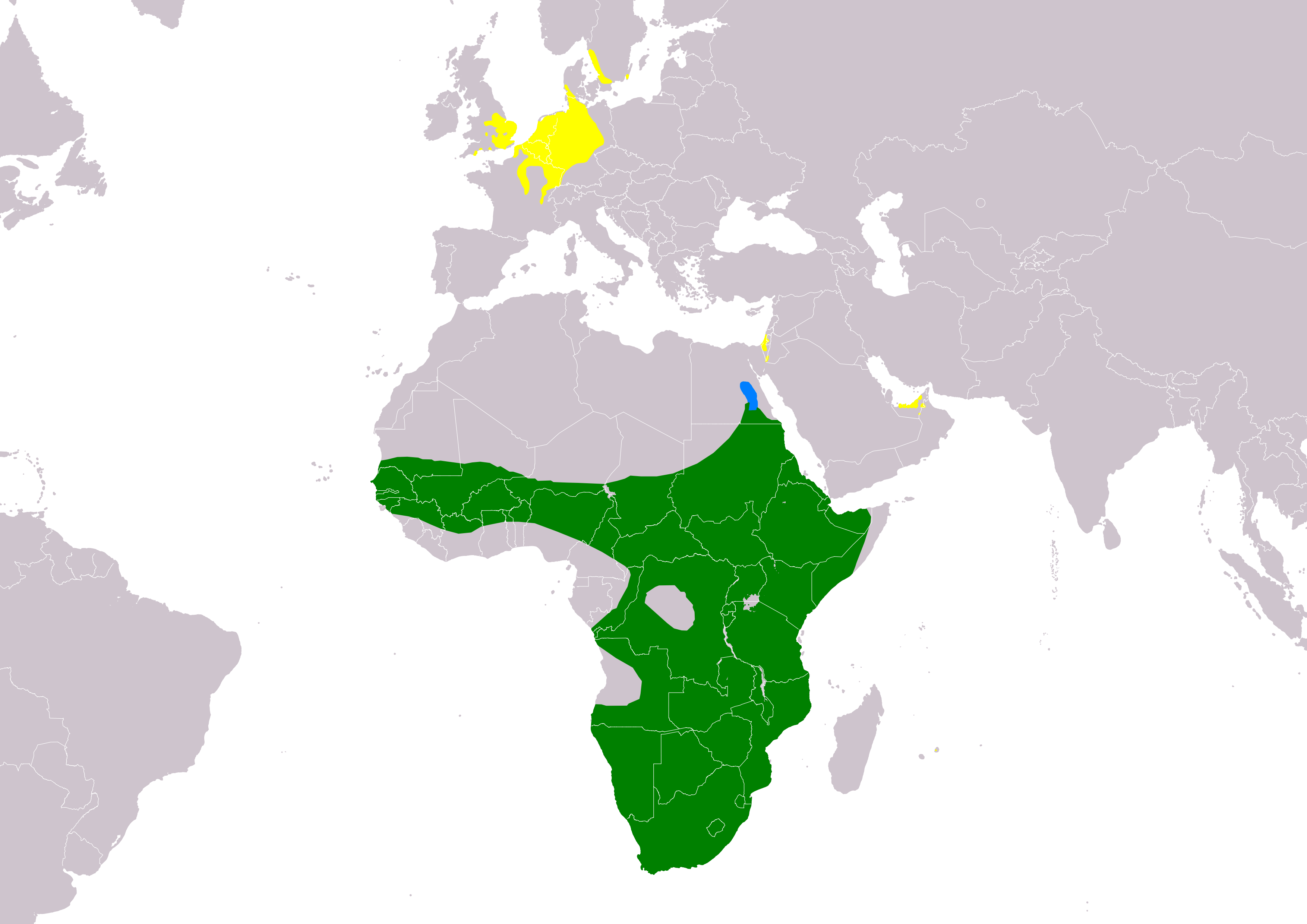
Verbreitungsgebiet der Nilgans in Afrika und in den Einführungsgebieten:
Ganzjähriges Vorkommen
Überwinterungsgebiete
Einführungsgebiete

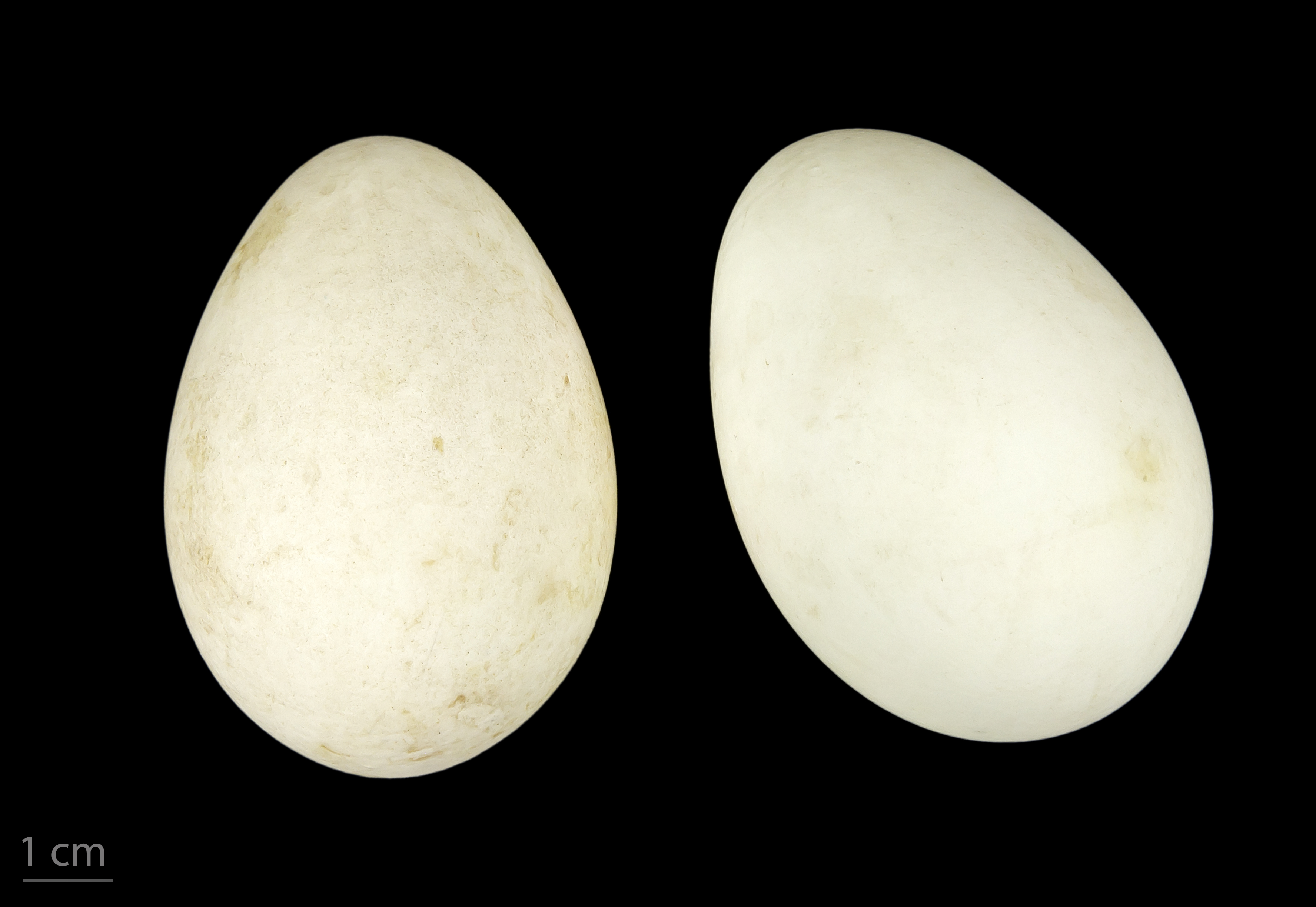
Eier der Nilgans

### Erscheinungsbild ausgewachsener Vögel und Mauserverlauf
Charakteristisch für die Nilgans sind ihre verhältnismäßig hohen Beine sowie der dunkle Augenfleck.
Beide Geschlechter gleichen sich, nur ist das Männchen unwesentlich größer. Die vergleichsweise „bunte“ Färbung der adulten Tiere stellt sich mit etwa vier bis fünf Monaten ein, wenn sich Augen- und Brustfleck voll entwickelt haben. Neben der gewöhnlichen Färbung tritt auch eine etwas grauere Morphe auf, die verschieden stark ausgeprägt sein kann. Auch die Färbung des Schnabels variiert von blassrot bis tiefrot. Gefangenschaftsflüchtlinge weisen meist sehr rote Schnäbel auf. Fliegende Nilgänse haben ähnlich wie die Rostgänse ein großes weißes Armflügelfeld.
Die Vollmauser der adulten Vögel setzt gegen Ende der Fortpflanzungszeit ein. Sie beginnt mit dem Wechsel des Kleingefieders. Danach werden die Schwingenfedern abgeworfen und die Steuerfedern gewechselt. Die Jugendmauser beginnt, wenn die Jungvögel etwa drei Monate alt sind. Dabei wird zunächst der braune Augenfleck und in einem Alter von etwa fünf Monaten der Brustfleck durchgemausert.

### Erscheinungsbild der Dunenküken
Dunenküken der Nilgans sind ähnlich kontrastreich schwarzbraun-weiß gefärbt wie die der Brandgänse. Sie sind an der Oberseite oliv erdbraun bis dunkel zimtbraun. Stirn, Gesicht, Hals und Brust sind weißlich gefärbt. Ein kurzer blassbrauner Strich verläuft vom Auge ausgehend zum Hinterkopf. Die Küken haben außerdem strohgelb gefärbte Partien an den Flügeln und sind an der Körperunterseite weiß gefärbt. Im Gegensatz zu den Dunenküken der Brandgans fehlt ihnen der dunkle Fleck unterhalb des Auges. Auf den Flügeln und den Flanken finden sich große weiße Farbpartien.
Bei frisch geschlüpften Dunenküken ist der Schnabel zunächst blass grau und leicht rosa überhaucht. Der Nagel ist hellbraun. Die Füße, Beine und Schwimmhäute sind fleischfarben, die Iris ist blass graublau. Zu dem Zeitpunkt, zu dem Nilgänse flügge werden, hat sich der Schnabel zu einem blassen Graurosa umgefärbt. Die Schnabelspitze ist schwarz. Die Füße und Schwimmhäute sind graurosa, die Schwimmhäute dabei etwas dunkler. Die Iris ist gelbbraun.

## Stimme
Die beiden Geschlechter haben ein unterschiedliches Lautrepertoire. Männchen zischen heiser und keuchend. Lediglich beim Auffliegen geben sie eine laute Serie von wräd-wräd... von sich. Die Weibchen dagegen lassen ein schnelles, laut durchdringendes und fast trompetendes Schnattern hören. Es wird lautmalerisch mit honk-hää-hää-hää umschrieben. Erregt klingen diese Laute nochmals lauter. Es sind dann mehrsilbige Rufreihen, die wie honk-honk-honk klingen.

## Brut

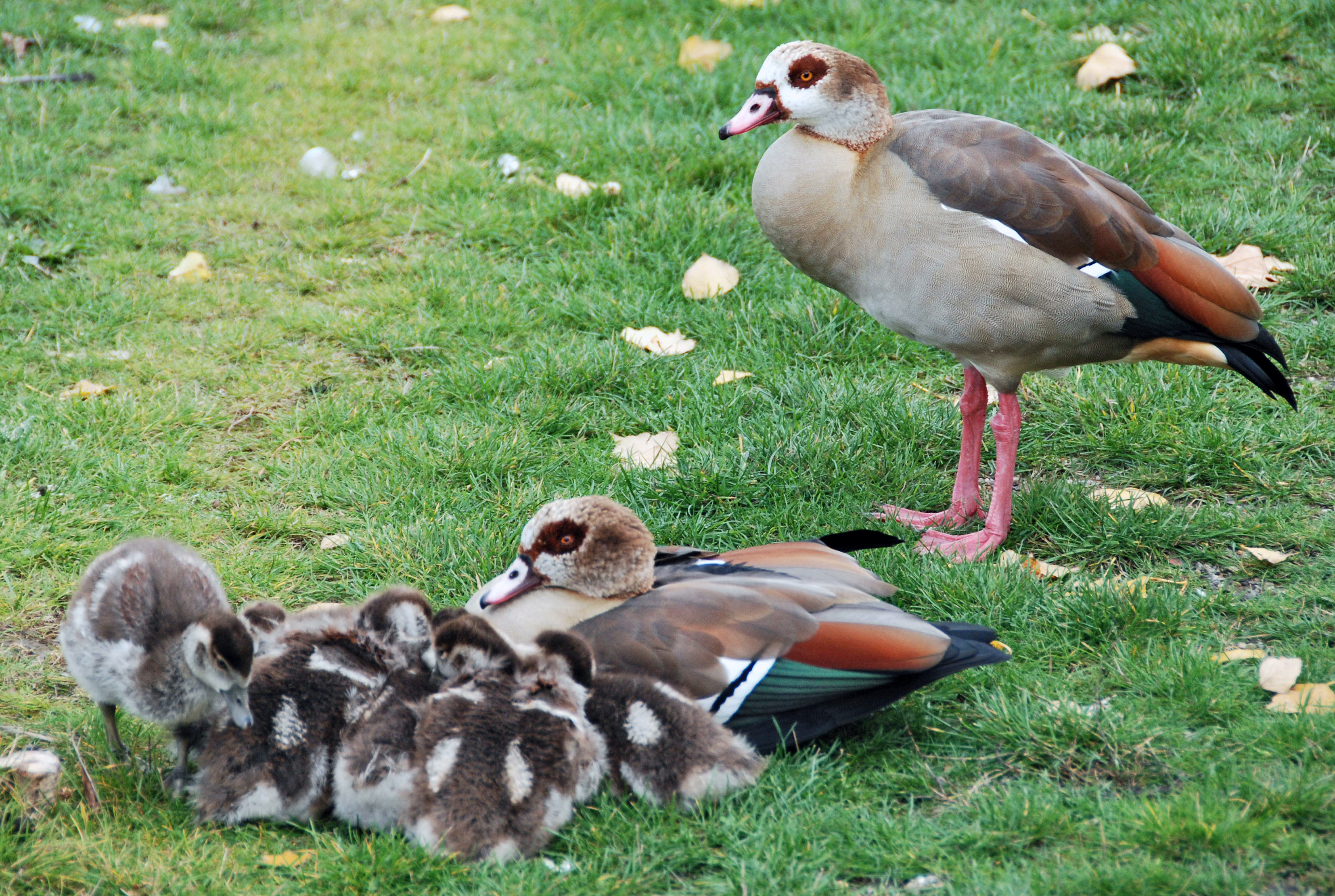
Nilgans-Familie mit acht Küken in Frankfurt am Main

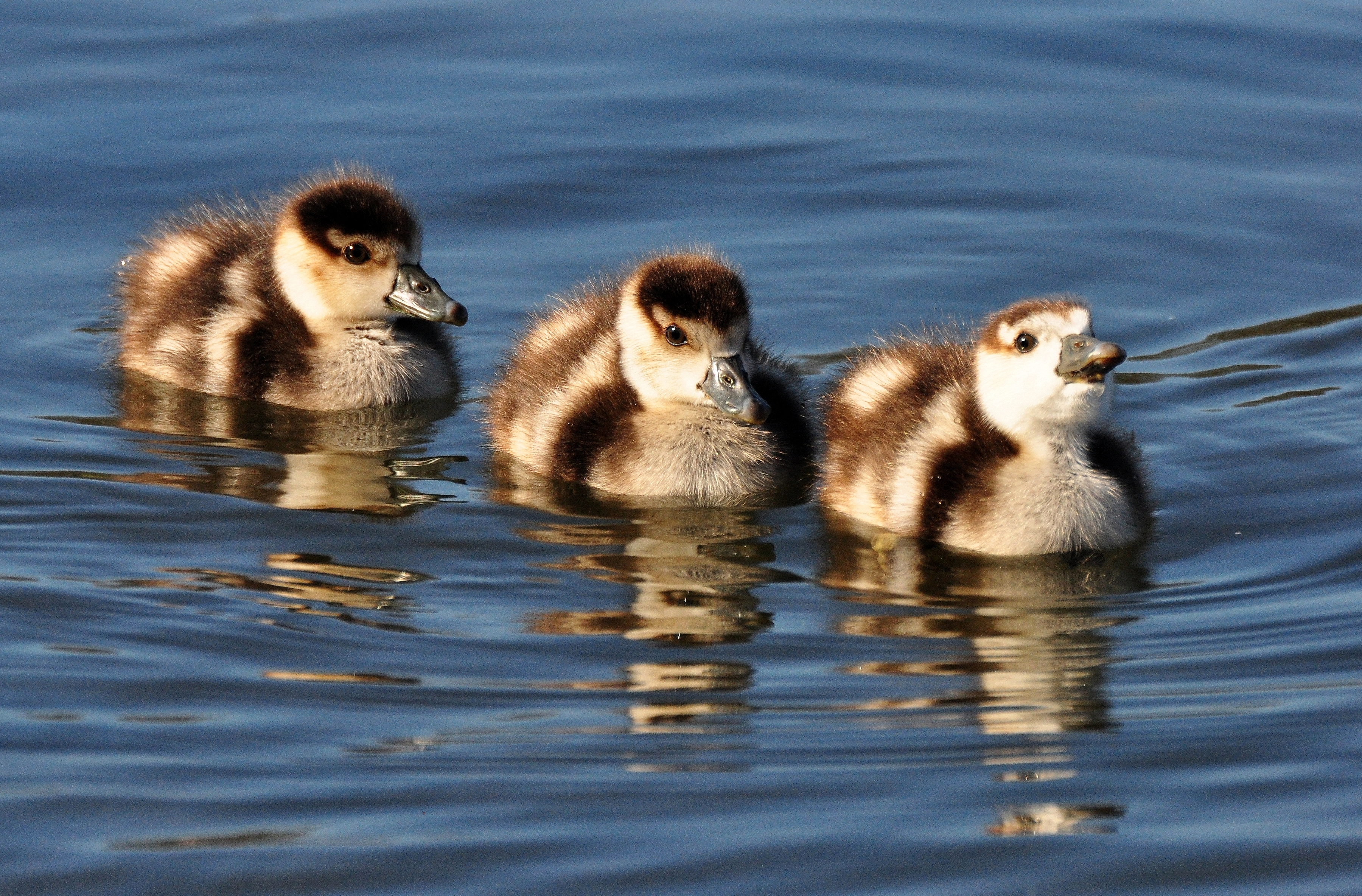
Nilgans-Küken in der Bonner Rheinaue

Die Fortpflanzungszeit wird im ursprünglichen Verbreitungsgebiet durch die einsetzende Regenzeit ausgelöst. In West- und Südafrika fällt die Brutzeit entsprechend in die Monate Juni bis September. In Kenia dagegen kommen Nilgänse während des gesamten Jahres zur Brut.
Nilgänse sind während der Brutzeit streng territorial und dulden keine anderen Entenvögel (Anatidae) in ihrem Revier. Sie sind bezüglich ihrer Nistplatzwahl sehr flexibel. Nester werden im Röhricht und gelegentlich auch zwischen Felsgestein errichtet. Nilgänse nutzen außerdem auch Baumhöhlen und brüten in Afrika gelegentlich auch auf den großen Nestbauten der Schattenvögel, so dass sich ihre Nester gelegentlich in einer Höhe von 20 Metern über dem Erdboden befinden. In Europa brütende Nilgänse nehmen auch Greifvogelhorste und Krähennester als Niststandort an.
Das Nest wird mit Daunen ausgepolstert. Wird das erste Gelege wegen Störungen aufgegeben oder wird es zerstört, kommt es in der Regel zu einem Nachgelege. Die Eier sind weiß und glänzen schwach. Die Brutdauer beträgt 30 Tage. Frisch geschlüpfte Dunenküken haben durchschnittlich ein Gewicht von 54 Gramm. An der Führung und der Aufzucht der Küken in Seichtwasserzonen und auf nahen Grasflächen sind beide Elternvögel beteiligt. Mit etwa neun bis zehn Wochen sind die Junggänse ausgewachsen und flugfähig.

## Verbreitung

### Natürliches Verbreitungsgebiet
Ursprünglich war die Nilgans in fast ganz Afrika außer den extremen Trockengebieten beheimatet. In historischer Zeit kam sie auch auf dem Balkan vor, wo sie jedoch heute ausgerottet ist. Noch im 19. Jahrhundert gab es zahlreiche Beobachtungen in Ungarn und Bulgarien. Sie hat in dieser Zeit vermutlich auch dort gebrütet. Dies ist allerdings nicht sicher nachgewiesen.
In Afrika ist ihr Verbreitungsschwerpunkt in den Savannensümpfen und an den Flussläufen Ostafrikas. Sie profitiert auch von den Wasserrückhaltebecken, die in Südafrika angelegt wurden. Sowohl ihr Bestand als auch ihr Verbreitungsgebiet haben sich dort vergrößert. In Westafrika ist die Nilgans dagegen selten. Am unteren Nil kommt sie kaum noch vor. Ihre Höhenverbreitung in Afrika reicht von Gewässern des Tieflands bis zu Gewässern in einer Höhenlage von 4.000 Metern NN.

### Ausbreitung außerhalb des natürlichen Verbreitungsgebiets
Seit dem 18. Jahrhundert wird die Nilgans als Ziergeflügel in Europa gehalten, und bereits gegen Ende jenes Jahrhunderts hat es in Großbritannien freilebende Brutpaare gegeben. Diese Population wuchs bis gegen Ende des 19. Jahrhunderts auf vierhundert bis fünfhundert Tiere an, und diese Anzahl blieb bis in die 1970er Jahre weitgehend stabil. Seit den siebziger Jahren erfolgt eine rasante Ausbreitung von einer aus den Niederlanden stammenden, wohl aus entflogenen Vögeln gebildeten Population. Diese Ausbreitungswelle erfolgt entlang des Rheins und seiner Nebenflüsse und hat inzwischen im Süden die Grenze zur Schweiz erreicht, im Osten über die Donau auch Österreich. Als Brutvogel ist sie außer in den Niederlanden auch in Belgien etabliert.
In Deutschland stellten 2010 die Länder Nordrhein-Westfalen, Niedersachsen, Hessen und Rheinland-Pfalz den Kernbereich der Verbreitung der Nilgans dar. In Niedersachsen und Nordrhein-Westfalen gibt es in einem Viertel aller Jagdreviere Brutvorkommen. In Hessen und Rheinland-Pfalz lag die Quote bei 15 Prozent. Insbesondere in Hessen, Niedersachsen und Rheinland-Pfalz hat es von 2009 bis 2013 einen starken Zuwachs von fast 10 Prozent bei den Brutvorkommen gegeben. Deutschlandweit fanden sich in 23 Prozent der an der flächendeckenden Erfassung 2017 teilnehmenden Reviere Bruten. Die Jagdstrecke in Deutschland ist im Jahr 2011/12 im Vergleich zum Durchschnitt der vorangegangenen 5 Jahre um 90 % gestiegen und lag bei fast 11.000 Stück. In der Saison 2017/2018 lag sie bei 23.644 Tieren. Seit 2015 erfolgreiche Bruten auch in Berlin, als letztem Bundesland, nachgewiesen werden konnten, ist die Nilgans in allen deutschen Bundesländern als Brutvogel nachgewiesen.
Die Nilgans gehört damit zu den sehr erfolgreichen Neozoen. Sie wird wohl in absehbarer Zeit über die Donau ihr einstiges Areal auf dem Balkan wiederbesiedeln. Von Landwirten angelegte Mieten sind willkommene Nahrungsquellen und eine der Hauptursachen der erfolgreichen Ansiedlung in den letzten Jahren, da diese Lagerbestände auch in Notzeiten Nahrung bieten.
Zur Hauptnahrung der Nilgans gehören Gräser, daneben werden Getreidefelder regelmäßig aufgesucht. In Parks lebende Vögel fressen wie Stockenten auch Brot. Selbst strenge Winter wie 1995/96 und 1996/97 konnten den Nilgansbestand nicht negativ beeinflussen. Aufgrund der hohen Vermehrungsrate ist zu erwarten, dass sich die Art noch weiter ausbreiten und flächendeckend in den Tieflagen Deutschlands brüten wird. Ihre schnelle Ausbreitung ist neben der Vermehrungsrate insbesondere auf ihre Anpassungsfähigkeit und ihr aggressives Verhalten gegenüber anderen Tieren zurückzuführen.
Außerhalb Europas hat sich die Nilgans in den USA in Florida, Texas und Kalifornien etabliert. Dazu gibt es kleinere Populationen in Arkansas und anderen Bundesstaaten. Ebenso kommt sie nun in Israel und den Küstengebieten der Vereinigten Arabischen Emirate am Persischen Golf vor. Auch in Neuseeland und Australien gibt es Nachweise.

### Konflikte in Deutschland
Die zunehmende Verbreitung der Nilgans zum Beispiel in Deutschland schafft Probleme. Insbesondere in urbanen Gebieten kann die Nilgans als Plage empfunden werden, da die Gänse Liegewiesen und Radwege erobern können, wenn diese in ihrem Revier liegen, und sie so erholungssuchende Menschen stören. Ferner wird der Kot auf Liegewiesen als Problem empfunden. In Frankfurt am Main beispielsweise hat das Gesundheitsamt festgestellt, dass vom Kot der Nilgänse in öffentlichen Freibädern Gefahr für die Gesundheit insbesondere von Kleinkindern ausgehe, weil Salmonellen im Kot nachgewiesen werden konnten. Die Stadtverwaltung hat daher entschieden, die Tiere abzuschießen. Diese Vorgehensweise ist jedoch bei Wissenschaftlern umstritten. So spricht sich der Ornithologe Martin Kraft von der Philipps-Universität Marburg gegen die Tötungsaktion im Frankfurter Brentanobad aus und stellt das Gefährdungspotenzial von Nilganskot in Frage: „Solche Darmbewohner kommen überall und bei vielen Tierarten vor, auch bei den Vögeln“ und auch beim Menschen. Die gleiche Gefahr gehe also auch von Hunden, Katzen und sämtlichen anderen Tieren aus. Kraft weiter: „Der Kot ist ungefährlich, solange man ihn nicht kräftig durchkaut.“

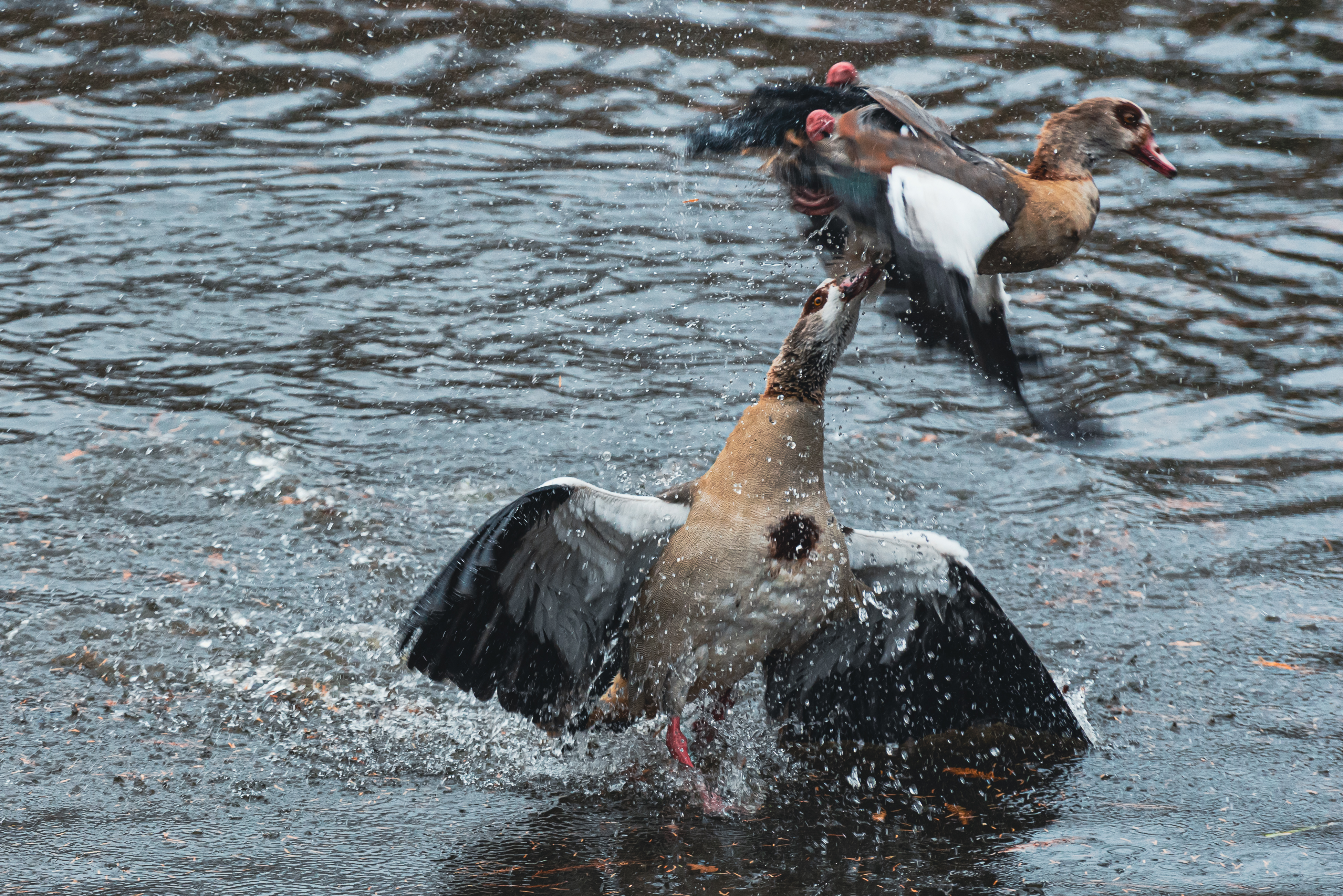
Aggressives Verhalten

## Auswirkungen auf die heimische Vogelwelt in Europa

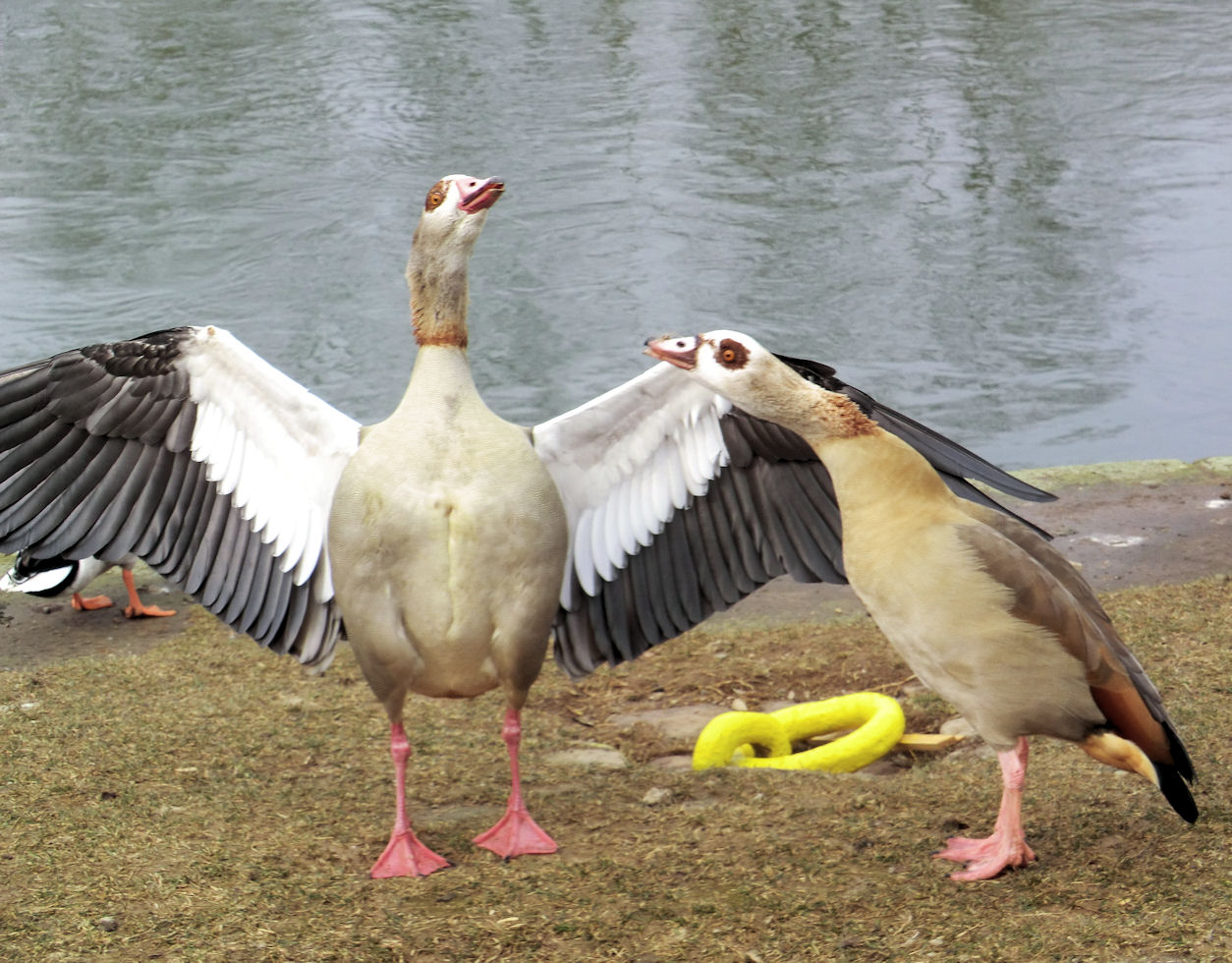
Imponierverhalten

Die Verbreitung der anpassungsfähigen und aggressiven Nilgans kann Auswirkungen auf die heimische Vogelwelt, insbesondere auf andere Wasservögel haben, zum Beispiel lokale und vereinzelte Verdrängung. Nilgänsen wird ein ausgeprägtes Aggressionsverhalten zur Brutzeit gegenüber anderen Wasservögeln zugeschrieben. Genauere Untersuchungen haben gezeigt, dass von aggressivem Verhalten andere Nilgänse und Entenvogelarten mit einem Gewicht von 1000 bis 3000 Gramm betroffen sind. Dabei hängt die Aggressionsbereitschaft von der Vogeldichte am Gewässer und nicht vom Futterangebot ab. Attacken von Nilgänsen betreffen fast nur die Stockente. Attacken auf Junge führende Stockenten enden manchmal mit dem Tod von Stockentenküken. Hingegen wurden Junge führende Reiherenten und Teichhühner nicht attackiert. Auch sind Fälle bekannt, in denen Nilgänse Weißstorchnester, Wanderfalkenhorste und Schleiereulennistplätze übernommen haben und dabei diese Arten am Brüten hinderten. Eine Bekämpfung wurde vereinzelt nicht empfohlen.

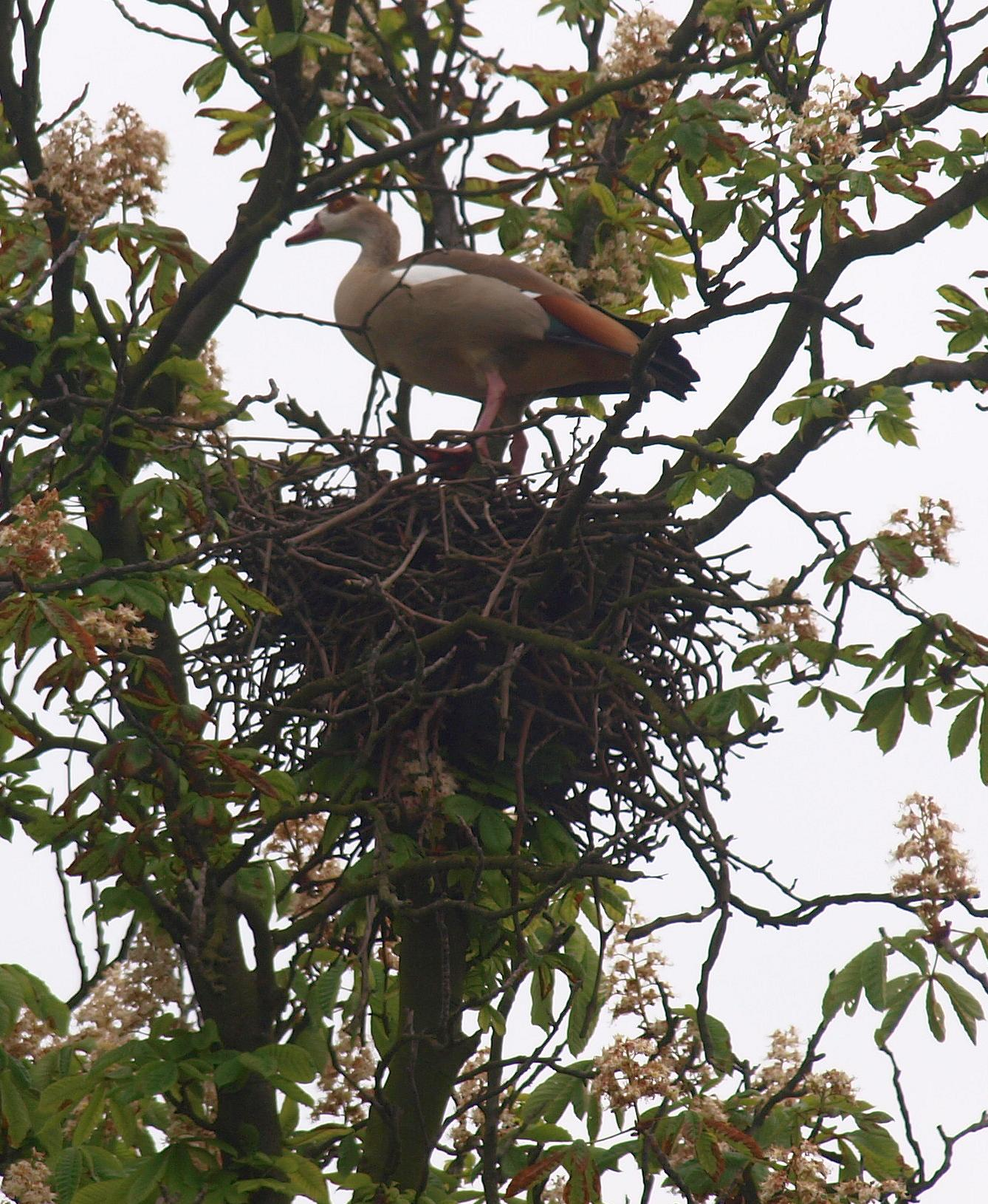
Nilgans auf einem übernommenen Krähennest in Frankfurt am Main

2017 setzte die EU die Nilgans auf die rechtsverbindliche Liste invasiver gebietsfremder Arten von unionsweiter Bedeutung nach der Verordnung (EU) Nr. 1143/2014. Die Verordnung gilt unmittelbar in allen Mitgliedstaaten. Nationale Bestimmungen sind nur noch zulässig, wenn diese strenger sind als in der EU-Verordnung. Für die Nilgans gilt nun wie für die anderen Arten auf der Liste ein Verbot von Einfuhr, Haltung, Zucht, Transport, Erwerb, Verwendung, Tausch und Freisetzung. Es besteht nicht nur die Verpflichtung zur Einrichtung von Überwachungssystemen und zur Minimierung von Auswirkungen schon weit verbreiteter Arten, sondern nach Artikel 19 dieser Verordnung müssen die Mitgliedstaaten bis zum 12. Januar 2019 „wirksame Managementmaßnahmen“ verfügen, welche „tödliche oder nicht-tödliche physikalische, chemische oder biologische Maßnahmen zur Beseitigung, Populationskontrolle oder Eindämmung einer Population“ umfassen.

## Taxonomie, Phylogenie, fossile Arten
Die Art wurde von Carl von Linné 1766 als Anas aegyptiaca erstbeschrieben und zunächst von Mathurin-Jacques Brisson in die von ihm neu beschriebene Gattung der Gänse Anser transferiert. Aufgrund der Ähnlichkeit zu beiden schwankten die frühen Ornithologen danach lange, ob sie besser zu den Enten oder zu den Gänsen gestellt werden solle, heute wird die gesamte Verwandtschaft, die moderne Familie Tadornidae, deswegen noch Halbgänse genannt.
Die Nilgans gilt heute als einzige rezente Art der Gattung Alopochen Stejneger, 1885. Der Gattungsname ist dabei ein Ersatzname für Chenalopex Stephens, 1824, da dieser Name durch das früher beschriebene Homonym Chenalopex Vieillot, 1818 präokkupiert war (dieser Name ist ein Synonym für die Gattung Pinguinus mit der einzigen Art Riesenalk). Der Name Chenalopex, die „Fuchsgans“ der alten Autoren, hat dabei eine lange Tradition. Die Fuchsgans, bei Plinius Vulpanser, bei Herodot Chenalopex, sei ein Vogel, der im Alten Ägypten dem Amun heilig gewesen sei (vgl. auch unten im Abschnitt Mythologische Bedeutung der Nilgans). Die Namensableitung komme daher, dass sie „listig wie ein Fuchs“ sei.
Die Stellung als eigenständige Gattung wird dabei kontrovers gesehen. Nächstverwandt zur Nilgans sind die Gattungen Tadorna und Cyanochen (mit der einzigen Art Blauflügelgans Cyanochen cyanopterus). Nach genetischen Analysen ist sie möglicherweise in die Gattung Tadorna eingeschachtelt und müsste möglicherweise in diese integriert werden. Da diese Ergebnisse vorläufig und unsicher sind, wird sie derzeit in einer eigenen Gattung belassen.
Neben der rezenten Nilgans werden der Gattung Alopochen eine Reihe ausgestorbener, nur aus subfossilen Knochenresten bekannte Arten zugeschrieben.
- Réunion-Gans (Alopochen kervazoi). ehemals Endemit der Insel Réunion. 1619 noch häufig, wohl noch im 17. Jahrhundert durch europäische Siedler ausgerottet.
- Mauritius-Gans (Alopochen mauritianus). ehemals Endemit der Insel Mauritius. Im 17. Jahrhundert durch europäische Siedler ausgerottet.
- Madagaskar-Gans (Alopochen sirabensis). ehemals Endemit der Insel Madagaskar. Etwas größer als die Nilgans. Fossil häufig gefunden. Vermutlich vor Ankunft der Europäer ausgestorben.

Die beiden erstgenannten Arten, von den Maskarenen, werden verbreitet in eine Untergattung Mascarenachen gestellt.
Die zeitweise in der Gattung geführte miozäne Art Alopochen tarabukini wird heute, wie bereits in der Erstbeschreibung, wieder der ausgestorbenen Gattung Anserobranta zugerechnet.

## Nilgänse als Ziergeflügel

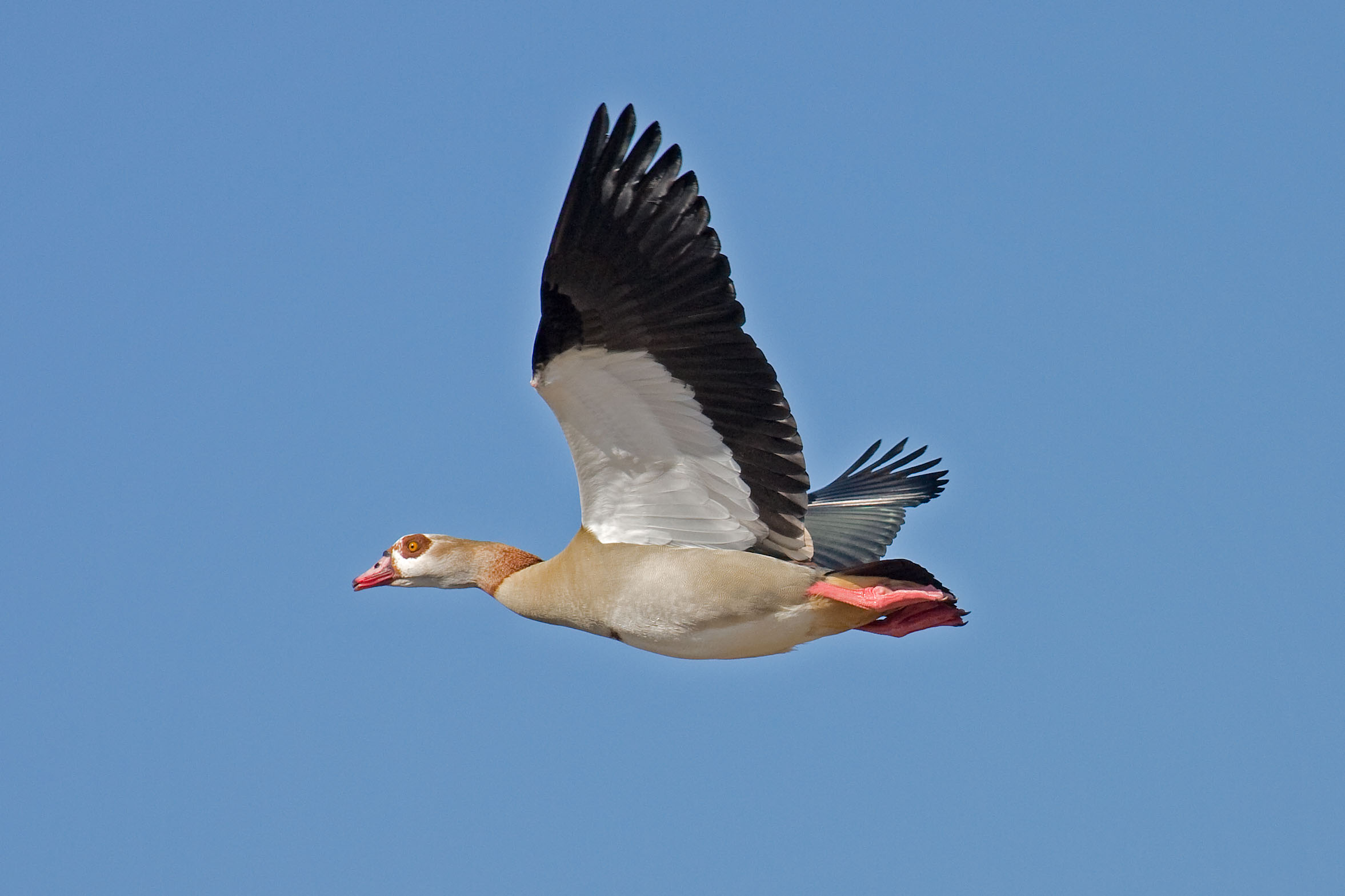
Unterflügelzeichnung

Nilgänse wurden bereits von den alten Ägyptern, den Griechen und den Römern als Ziergeflügel gehalten. In Westeuropa begann ihre Haltung als Ziergeflügel im 17. und 18. Jahrhundert. In privater Haltung findet man sie heutzutage selten. Nilgänse erreichen für die meisten Privathalter eine zu große Körpergröße, die eine entsprechende Größe der Anlage notwendig macht. Ihre Rufe sind außerdem sehr laut und sie neigen zu aggressivem Verhalten. Nilgänse werden jedoch gelegentlich als freifliegende Vögel auf Parkteichen gehalten, was ihre Ausbreitung als Gefangenschaftsflüchtlinge erklärt.

## Mythologische Bedeutung der Nilgans
Nilgänse waren im thebanischen Gebiet als heilige Vögel dem Schöpfergott Amun gewidmet. Ursprünglich galt die Nilgans (koptisch: smon) als einer der vielen Götter, die die Welt und das Licht geschaffen hatten, sei es durch seine Stimme in der Urfinsternis („der große Gackerer“ – Gengen Wer), sei es durch das Deponieren des Welteneis in einem Sykomore-Baum in Heliopolis, aus welchem auch der Sonnengott Re entstanden sei.